# 相鉄不動産
相鉄不動産株式会社（そうてつふどうさん、英: SOTETSU REAL ESTATE Co.,Ltd.）は、大手私鉄系、相鉄グループの不動産会社。相鉄グループの不動産事業の整理により過去に同名の法人が複数存在しており、現在の法人は3代目である。

## 概要

### 初代
荒れ地であった横浜駅西口の開発と不動産管理・商業施設の運営を目的として、相模鉄道の全額出資により1955年（昭和30年）8月22日に設立。西口は同社により『総合繁華街 横浜センター』と命名され横浜ローラースケート場をはじめ、アーケード形式の横浜駅名品街（現在は相鉄ジョイナスの敷地の一部）・高島屋ストアー（現在の髙島屋横浜店）・相鉄文化会館（初代　現在は相鉄ジョイナスの敷地の一部）・相鉄ビル（現在の横浜ベイシェラトン ホテル&タワーズの場所）などを開業。また横浜高島屋（髙島屋に吸収合併）・横浜精養軒（相鉄ローゼンに吸収合併）・相高（相鉄ローゼンに吸収合併）・横浜ステーシヨンビル（旧 横浜シァル、のちにJR東日本に譲渡）などを設立。当初の目的を果たしたとして、1962年（昭和37年）9月1日に相模鉄道（現 相鉄ホールディングス）に吸収され消滅。なお不動産以外の事業は、同日に相模鉄道から相鉄興業（現在の相鉄ローゼン）に事業譲渡された。

### 二代目
相模鉄道沿線の住宅地の開発・販売を目的として、1979年（昭和54年）12月12日 に設立。

### 三代目
相鉄グループの持ち株会社化準備のための事業整理に伴い、2010年（平成22年）1月1日に相鉄アーバンクリエイツが相鉄不動産（2代目）を吸収合併したうえで、相鉄不動産に商号変更。
2005年（平成17年）4月に相模鉄道株式会社（現 相鉄ホールディングス）の事業持株会社制への移行に伴い、旧開発事業本部が分社化した。その後、2010年（平成22年）1月1日付で相鉄アーバンクリエイツと合併し、合併の際に相鉄不動産（2代目）は消滅会社となった（面的開発整備事業が相鉄アーバンクリエイツへ）。不動産分譲業、居住系賃貸業、別荘業に関しては、2009年（平成21年）4月13日に設立された相鉄都市開発株式会社が、2010年（平成22年）1月1日付で吸収分割により承継し、相鉄不動産（3代目）に商号変更を行った。現在は相鉄ホールディングスの100%子会社である。
不動産事業のうち、レジデンシャル系に特化し、分譲を得意とする。神奈川県を中心とした環境創造型大規模マンション開発が主力である。2009年首都圏マンション供給ランキングは545戸で22位【神奈川県内マンション供給数では463戸で4位】（週刊住宅社調べ）。伝統的に相鉄沿線の住宅地開発、土地区画整理を手がけてきたが、近年は、沿線外の住宅供給も多い。
分譲事業以外では、栃木県那須高原において別荘分譲地「相鉄の那須」や、コテージ「アルカディア」の運営も行っている。また高齢者施設賃貸事業として、2007年（平成19年）5月に介護付有料老人ホーム「ライフコミューン希望が丘」を開業させている。最近では、賃貸マンション事業を本格化させ、居住系賃貸業のウェートを増しつつある。

## 沿革
相鉄グループの沿線開発・横浜駅西口開発と密接なかかわりがあるため、それも併せて記述する。

### 前史
- 1917年（大正6年）12月2日 - 神中軌道株式会社（のちの神中鉄道株式会社）設立。
- 1918年（大正7年）1月4日 - 相模鉄道株式会社設立。
- 1939年（昭和14年）12月19日 - 相模鉄道が沿線（現在のJR相模線）の娯楽施設建設を目的として、武相土地建物株式会社を設立。
- 1943年（昭和18年）4月1日 - 相模鉄道と神中鉄道が合併。
- 1944年（昭和19年）
  - 1月21日 - 陸運統制令により、相模鉄道相模線（現在のJR相模線）を運輸通信省に売却。
  - 9月29日 - 武相土地建物が、相模野興業株式会社に商号変更。
- 1945年（昭和20年）6月1日 ~ 1947年（昭和22年）5月31日 - 戦時統制下において、相模鉄道の鉄道経営を東京急行電鉄に委託（いわゆる大東急）。
- 1948年（昭和23年）5月26日 - 相模鉄道株式会社が住宅地開発事業に着手し、分譲地の近くに希望ヶ丘駅を開設。相模野興業が、希望ヶ丘住宅地の130戸を開発・分譲を開始。
- 1950年（昭和25年）4月1日 - 相模鉄道が相模野興業を吸収し、相模鉄道が沿線開発の主体となる。
- 1951年（昭和26年）9月 - 誘致により、旭区南希望が丘に神奈川県立横浜第一高等学校（現 神奈川県立希望ヶ丘高等学校）が現在地に移転。

### 初代
- 1952年（昭和27年）11月28日 - 相模鉄道がスタンダード・バキューム・オイル（現 エクソンモービル）から横浜駅西口の約2万5千㎡の土地を買収。
- 1953年（昭和28年）12月 - 相模鉄道社内に当社の前身となる企画室が設置され、横浜駅西口の開発計画の一部として横浜センターの建設を立案。
- 1955年（昭和30年）8月22日 - 横浜駅西口の開発を目的として、相模鉄道によって相鉄不動産株式会社（初代）を設立。
- 1956年（昭和31年）4月2日 - 横浜駅名品街が開業。映画館 第1劇場・第2劇場を開館。相鉄横浜駅内に相鉄食堂を開店。
- 1957年（昭和32年）
  - 4月1日 - 横浜駅名品街の第1次拡張部分が開業。
  - 4月12日 - 髙島屋との共同出資で、株式会社横浜高島屋（1995年に高島屋に吸収合併）を設立。
  - 8月27日 - 精養軒・日本麦酒（現 サッポロビール）・相模鉄道との共同出資で、横浜精養軒（現 相鉄ローゼン）を設立。
  - 9月21日 - 相鉄文化会館（現在は相鉄ジョイナスの一部）が開業。会館内に映画館 第1劇場（後の相鉄映画劇場）・相鉄地下劇場と、寄席 相鉄演芸場を開館。
- 1958年（昭和33年）
  - 3月14日  - 旭区万騎が原の用地を買収し、神奈川県と共同で戸建て住宅中心の万騎が原団地を開発。
  - 9月19日 - 横浜駅名品街の第2次拡張部分が開業。映画館 第3劇場を開業。
- 1959年（昭和34年）
  - 4月6日 - 相模鉄道・高島屋との共同出資で、株式会社相高（現 相鉄ローゼン）を設立。
  - 10月1日 - 相鉄会館（高島屋の部分）を建設し、横浜高島屋（現 高島屋横浜店）の第一期部分が開店。
- 1961年（昭和36年）
  - 2月3日 - 横浜ステーションビル（後のシァル）建設のため、相模鉄道ほか3社と合弁で横浜ステーシヨンビルを設立。
  - 5月11日 - かしわ台駅南方の海老名市柏ヶ谷字天谷原に、天谷原工場団地を開発・分譲開始。
  - 10月1日 - 相鉄会館の第二期部分が完成。
  - 11月1日 - 相模鉄道・横浜ステーションビルとの共同出資で、相鉄ビルサービス株式会社（現 相鉄企業）を設立。
  - 12月8日 - 相模鉄道本社などが入居する、相鉄ビル（初代）が開業。
- 1962年（昭和37年）
  - 9月1日 - 相模鉄道が相鉄不動産株式会社（初代）を吸収。物品販売業・飲食店業・映画館業・遊技場業・広告業などを、相鉄興業（現 相鉄ローゼン）に譲渡。

### 相模鉄道直営化
- 1963年（昭和38年）4月11日 - 神奈川県海老名市国分寺台・綾瀬市綾西に戸建て住宅中心の大谷団地（1965年に、えびな国分寺台団地に改称）を開発・分譲開始。以降、周辺地域に小園団地・上今泉団地などを開発・分譲。
- 1963年（昭和38年）
  - 11月26日 - 相鉄三ツ境ビル（現 相鉄ライフ 三ツ境）が完成。相鉄ストアの1号店となる、相鉄ストア三ツ境店も開店。
- 1966年（昭和41年）10月30日 - 境川改修工事に伴い、相模鉄道により同社初の土地区画整理事業を実施。大和市中部浄化センター北部の両岸に、戸建て住宅中心の瀬谷・深見団地を分譲開始。のちに南側の南瀬谷団地（相鉄コープ南瀬谷 周辺）も開発・分譲。
- 1967年（昭和42年）10月30日 - 新相鉄ビル（相鉄ジョイナス）の建設を中心とした、横浜駅西口再開発計画を発表。
- 1968年（昭和43年）11月1日 - 旭区大池町の分譲用地を横浜市に寄付。周辺部とともに整備され、1972年にこども自然公園が開業。
- 1971年（昭和46年） - 相模鉄道いずみ野線の建設工事開始に伴い、いずみ野線沿線の開発を開始。
- 1973年（昭和48年）
  - 10月10日 - 横浜高島屋の増築部分が完成し、相鉄ジョイナスに先行して開業[5]。
  - 11月20日 - 相鉄ジョイナスの第一期工事（2〜5階）が完成し、相鉄ジョイナスの専門店部分が開業[5]。のちに、地下1・2階部分も開業。
- 1977年（昭和52年）
  - 1月9日 - いずみ野駅北側の、いずみ野住宅地を開発・分譲開始。以降、相鉄いずみ野線沿線に、ひなた山住宅地・南まきが原住宅地・弥生台住宅地・緑園都市住宅地などを開発・分譲。
- 1978年（昭和53年）5月23日 - 相鉄ジョイナスの第二期工事（6階〜屋上）が完成し、相鉄ジョイナスが全館完成。

### 二代目
- 1979年（昭和54年）12月12日 - 相模鉄道によって、相鉄不動産株式会社（2代目）を設立。総合不動産会社として、不動産分譲、販売受託、仲介、賃貸管理、注文住宅事業等を実施。
- 1983年（昭和58年）
  - 10月14日 - 茅ヶ崎市の申し入れにより、いずみ野線延伸後の住宅分譲予定用地を学校法人文教大学学園に譲渡。1985年に文教大学湘南キャンパスが開設された。
  - 12月10日 - 相模鉄道により、光陽不動産株式会社を設立。
- 1986年（昭和61年）3月31日 - 藤沢市の申し入れにより、いずみ野線延伸後の住宅分譲予定用地を慶応義塾大学に譲渡。1990年に慶應義塾大学湘南藤沢キャンパスが開設された。
- 1987年（昭和62年）
  - 4月9日 - 緑園都市駅北側にフェリス女学院大学を誘致し、土地を学校法人フェリス女学院に譲渡。 1988年にフェリス女学院大学緑園キャンパスが開設された。
  - 11月7日 - 泉区西が丘・領家に、山手台住宅地を開発・分譲開始。以降、緑園南が丘住宅地・みやこガーデン住宅地などを開発・分譲。
- 1990年（平成2年）
  - 2月1日 - 緑園都市駅北側に、相鉄文化会館を開館。
  - 2月23日 - 相鉄不動産南万騎が原ビル（旧 まきが原ショッピングプラザ相鉄ライフ）が完成。以降、沿線に「相鉄ライフ」を展開。
- 1994年（平成6年）7月1日 - 相模鉄道から分譲部門を、相鉄建設から木造住宅建設部門を授受。
- 1998年（平成10年）9月24日 - 相鉄ビル（相鉄本社）・相鉄映画館ビル（初代 相鉄ムービル）を移転し、跡地に横浜ベイシェラトン ホテル&タワーズ（相鉄・高島屋共同ビル　2010年に相鉄ビルに改称）を開業。
- 2001年（平成13年）
  - 2月8日 - 光陽不動産が、相鉄不動産販売に商号変更。
  - 4月1日 - 相鉄不動産株式会社から、分譲、販売受託、仲介、賃貸管理部門を相鉄不動産販売株式会社に、注文住宅請負部門を相鉄ホーム株式会社（現・相鉄リフォーム株式会社）にそれぞれ営業譲渡。

### 三代目
- 2009年（平成21年）
  - 4月1日 - 相鉄都市開発株式会社を設立。
  - 5月27日 - 株式会社相鉄アーバンクリエイツ及び相鉄不動産株式会社の合併について合併契約書調印。
  - 6月22日 - 合併契約書承認株主総会にて合併期日を2010年（平成22年）1月1日（合併登記同年1月4日）。合併方式は相鉄アーバンクリエイツを存続会社とし、相鉄不動産を消滅会社とする吸収合併とする旨決定。
- 2010年（平成22年）1月1日  - 会社分割により、相鉄都市開発株式会社に不動産分譲業・居住系賃貸業・別荘業を譲渡し、相鉄都市開発が相鉄不動産（3代目）に商号変更。相鉄不動産（2代目）は、相鉄アーバンクリエイツに吸収され消滅。
- 2014年（平成26年）4月1日 - 相鉄不動産販売の、一戸建て住宅分譲業を授受。

## 不動産ブランド
自社分譲マンション・一戸建てのブランドとして「グレーシア (GRACIA)」シリーズを展開。「グレーシア」は「grace」を用いた造語。
タワーマンションとしてはグレーシアタワーズ所沢、グレーシアタワー三鷹、グレーシアタワー二俣川、グレーシアタワーズ海老名がある。ほか大規模なものに、グレーシアシティ横濱いずみ中央、グレーシアシティ川崎大師河原、グレーシアガーデンたまプラーザ、グレーシア緑園都市ガーデンプレミア（2008年グッドデザイン賞受賞）、グレーシアスクエア綱島、グレーシアブランシェ横浜山手（2005年グッドデザイン賞受賞）、グレーシア横濱ベイ、グレーシアシティ立川など多数。
また、賃貸マンションブランドとして「KNOCKS（ノックス）」を展開している。

## 土地区画整理事業
いずみ野線延伸に伴い、大規模な宅地造成を図るため、土地区画整理事業の手法を用いてきた。土地区画整理組合の業務代行を行い、先買地や保留地などを優良な宅地化し販売してきた。なお、2010年1月1日以降同事業は、相鉄アーバンクリエイツが事業承継。同社が造成した住宅地は以下のとおり。
- 「湘南みずき」＝「香川・下寺尾特定土地区画整理組合」
- 「早川城山」＝「早川特定土地区画整理組合」
- 「緑園都市」＝「中川第一土地区画整理組合」
- 「いずみ中央」＝「いずみ中央土地区画整理組合」

など多数。住宅地開発も早川城山住宅地ブランニューヴィレッジ（神奈川県綾瀬市早川城山）他多数。